# Яна Миркович
Яна Миркович (на сръбски: Jana Mirković) – черногорска изпълнителка, представителка на страната си на 13. Конкурс за детска песен на Евровизия в българската столица София с песента „Олуја“.

## Биография
Учи в начално музикално училище, където се научава да свири на пиано и цигулка, след което завършва прогимназия с отличие „21-ви май“, а през 2015 се записва в гимназия „Слободан Шкерович“. Яна казва, че винаги преди излизане на сцена има положителна нагласа.
Участвала е в много международни фестивали. Печелила е Голямата награда на България, получава и много отличия в различни балкански страни. Печели Grand prix на Хървати, Голямата награда на Сърбия, златен и сребърен медал от Италия, както и трето място в Русия. Младата изпълнителка вече има два албума зад гърба си, като третият се очаква да излезе след участието ѝ на детската Евровизия.